# Korçë (prefeitura)
Korçë (em albanês:  Qarku i Korçës) é uma prefeitura da Albânia. Sua capital é a cidade de Korçë.

## Distritos
- Pogradec
- Korçë
- Kolonjë
- Devoll